# Icelozoon dichotomum
Icelozoon dichotomum är en mossdjursart som först beskrevs av Arnold Girard Kluge 1914.  Icelozoon dichotomum ingår i släktet Icelozoon och familjen Chaperiidae. Inga underarter finns listade i Catalogue of Life.